# Ono Shinri
Ono Shinri (sinh ngày 26 tháng 9 năm 2002) là một cầu thủ bóng đá người Nhật Bản.

## Sự nghiệp câu lạc bộ
Ono Shinri hiện đang chơi cho Gamba Osaka.